# 奧里加納 (密蘇里州)
奧里加納（英語：Origanna）是位於美國密蘇里州拉克利德縣的非建制地區。

## 歷史
奧里加納的郵局於1901年設立，其後於1920年停運。

## 地理
奧里加納所處的海拔為高於海平面392米（即1286英呎），而該地所採用的時區為UTC-6，即北美中部時區（CST）。同時該地設有夏令時間，為UTC-6調快一小時，即UTC-5（CDT）。